# Ulrich Jansch
Ulrich Jansch (* 24. September 1948) ist ein deutscher Sportjournalist. 
Jansch, bekannt unter den Spitznamen Ulli bzw. Janschi, arbeitete beim Fernsehsender Eurosport als Kommentator für die Sportarten Radsport, Ski Nordisch, Pferdesport und Rennrodeln. Gelegentlich schrieb er Kolumnen für die Website Radsport-News.com. Seit 2010 war er zudem als Pressesprecher des Berliner Sechstagerennens tätig.
Jansch studierte an der Karl-Marx-Universität Leipzig. Nach dem Studium arbeitete er in der Sportredaktion des DDR-Fernsehens.